# Territoire du Mississippi
Pour les articles homonymes, voir Mississippi.
1800–1816
Entités précédentes :
- Géorgie

Entités suivantes :
- Mississippi

Le territoire du Mississippi était un territoire organisé des États-Unis. Il fut créé le 7 avril 1798 et connut deux accroissements territoriaux, en 1804 et 1812, qui le firent s'étendre du golfe du Mexique au Tennessee, sur les territoires des actuels États du Mississippi et de l'Alabama. En mars 1817, le territoire de l'Alabama fut séparé de celui du Mississippi, qui accéda au rang d'État le 10 décembre de la même année.

## Historique
Le territoire du Mississippi fut organisé en 1798 à partir de terres que s'étaient disputées l'Espagne et les États-Unis, sur les riches terres à tabac puis à coton du Natchez District, jusqu'à ce que le traité de Madrid (1795) ne tranche en faveur de ces derniers. À l'origine, le territoire s'étendait entre 31° N et 32°38' N, soit approximativement la moitié sud des actuels Alabama et Mississippi.
L'État de Géorgie continua à prétendre à la possession de toute la région (entre 31° N et 35° N) jusqu'en 1802. Deux ans plus tard, le Congrès étendit les frontières du territoire du Mississippi, qui inclut dès lors la totalité des terres concédées par la Géorgie.
En 1812, le Congrès annexa au territoire du Mississippi le district de Mobile, en Floride occidentale, affirmant qu'il était inclus dans la vente de la Louisiane, bien que l'Espagne réfutât cet argument et persistât à revendiquer la région. L'année suivante, le général James Wilkinson occupa le district, sans se voir opposer de résistance par le commandant espagnol.
Le 3 mars 1817, le territoire du Mississippi fut divisé en deux : la partie orientale devint le territoire de l'Alabama, et la partie occidentale devint le vingtième État de l'Union le 10 décembre de la même année.

## Un territoire consacré à la culture du coton
Les producteurs de tabac du Natchez District menés par Daniel Clark se convertirent massivement au coton, en obtenant en 1795 le traité de Madrid, garantissant la navigation sur toute la longueur du Mississippi. Parmi eux, Stephen Minor, John Bisland, ou Joseph Duncan. 
In 1810, la production de coton dans l'état actuel du Mississippi était encore négligeable en dehors du Natchez District, où sont concentrés l'essentiel des 14 000 esclaves de la zone correspondant à l'état actuel du Mississippi. 
En 1810, les trois autres principaux secteurs cotonniers étaient:
- le secteur de Nashville, situé sur le Mississippi, avec une production de 3 millions de livres de coton contre un million en 1801[1].
- le secteur de Baton Rouge, dans le bas de la vallée de la Rouge du Sud, zone où sont situées une autre partie des 34600 esclaves de la Louisiane en 1810[1], et des planteurs comme Alexis Cloutier. Elias Beauregard a repris ce simple fort en 1799 pour en faire une ville nouvelle en 1806, où il accueille les réfugiés français de Saint-Domingue en Amérique.
- la rivière Tombigbee, dans le futur état de l'Alabama, avec seulement 2 565 esclaves et une production de 2 000 bales de coton soit livres, qui ne prend son essor qu'à partir de 1815, avec l'Alabama fever[1].

C'est dans les années 1815-1819, juste à la fin de la guerre de 1812, qui dure trois ans, que l'afflux d'immigrants est le plus massif
. Un témoin a vu 4 000 voyageurs arriver en seulement 9 jours.[réf. souhaitée]